# Samuel Sevenius
Samuel Sevenius, döpt 25 maj 1669 i Rumskulla socken, död 14 september 1735 i Tjällmo socken, var en svensk präst.

## Biografi
Sevenius döptes 25 maj 1669 på Hult i Rumskulla socken. Han var son till bonden Mauritz Månsson och Ingeborg Zachrisdotter. Sevenius började sina studier i Linköping och blev 27 maj 1691 student vid Uppsala universitet. 1697 blev han kollega i Norrköping. Sevenius prästvigdes 3 mars 1703. Han blev 1704 kyrkoherde i Tjällmo församling. Sevenius avled 14 september 1735 i Tjällmo socken och begravdes 9 november samma år av sin svärson J. Carlström.

### Familj
Sevenius gifte sig 1695 med Beata Margareta Bohlius (1680-1742). Hon var dotter till en komminister i S:t Olai församling, Norrköping. De fick tillsammans barnen Anna Margareta, Mauritz (1703-1765), Elisabeth (1704-1772), Beata, Brita Christina  (född 1708), Ingeborg (1712-1712), Samuel (1713-1713), Maria Christina, Samuel, Britina Christina (1719-1763), Eva (född 1721), Anders Johan (1722-1722) och Magnus (född 1723).